# Held Up – Achtung Geiselnahme!
Held Up – Achtung Geiselnahme! (Held Up) ist eine US-amerikanische Filmkomödie von Steve Rash aus dem Jahr 1999.

## Handlung
Michael und seine Freundin Rae leben in Chicago. Sie fahren im neuen Auto Michaels durch den Südwesten der USA. Der Wagen geht kaputt. Rae erfährt zufällig, dass er nicht 5.000 US-Dollar kostete – wie sie bisher dachte –, sondern ungefähr 15.000 US-Dollar. Michael gab die Ersparnisse aus, die für den Kauf eines gemeinsamen Hauses bestimmt waren.
Rae verlässt Michael; eine Gruppe von Cowboys nimmt sie zum Flughafen von Las Vegas mit. Michael schließt seine Wagenschlüssel im Auto ein. Der um Hilfe gebetene Junge öffnet das Auto, aber er stiehlt es anschließend.
Michael sucht eine Möglichkeit, Rae zu erreichen, bevor sie abfliegt. Er gerät jedoch in einem Laden in einen Raubüberfall. Michael wird genauso wie die anderen Kunden und der Verkäufer zu einer Geisel.
Die Polizei kommt an und umstellt den Laden. Eine weibliche Geisel lässt ihren Mann benachrichtigen, dass sie erst spät nach Hause kommen könne. Sie wundert sich, dass ihr Mann viel später ankommt als der Polizist, der ihn benachrichtigte. Es kommt zum Ehestreit durch Sprachröhre, in dem einer der Räuber sich auf die Seite der möglicherweise betrogenen Frau stellt.
Eine SWAT-Einheit kommt heimlich in den Laden, aber sie wird entdeckt und überwältigt. Die Räuber bekommen einen Bus, mit dem sie sowie Michael abfahren können.
Michael erreicht den Flughafen zu spät, aber Rae wartet dort auf ihn. Sie fliegen gemeinsam nach Chicago zurück. Das Flugzeug wird unterwegs von den Räubern entführt, die Michael im Laden kennenlernte. Sie rufen laut seinen Namen.

## Kritiken
Kevin Thomas schrieb in der Los Angeles Times vom 12. Mai 2000, die Filmautoren hätten nichts „zu schlecht“ gemacht, der Film bleibe jedoch auf dem „halben Weg“. Jamie Foxx sei witzig und man könne ihn mögen. Thomas lobte ebenfalls die Nebendarsteller.

## Hintergrund
Der Film wurde in Arizona, in Nebraska, in Saskatchewan und in Las Vegas gedreht. Seine Produktionskosten betrugen schätzungsweise 8 Millionen US-Dollar. Der Film spielte in den Kinos der USA ca. 4,69 Millionen US-Dollar ein.